# Оттер-Тейл
О́ттер-Тейл (англ. Otter Tail) — река длиной 309 км на западе центральной части штата Миннесота, США. Протекает через округа Уилкин, Оттер-Тейл и Бекер. Оттер-Тейл течёт в юго-западном направлении к границе штатов Миннесота и Северная Дакота до слияния с рекой Буа-де-Сиу в Ред-Ривер около Брекенриджа.
Река протекает через несколько озёр (общей протяжённостью около 50 км), включая Райс, Литл-Пайн, Биг-Пайн, Ист-Лост, Уэст-Лост, Раш, Дир и Мад. Крупнейшим озером является Оттер-Тейл (10-е по величине в Миннесоте). Предположительно, название Оттер-Тейл произошло от индейского названия, которое затем было переведено на французский как «Lac de la Queue de la Outer», а потом приобрело и английскую версию — озеро Оттер-Тейл.

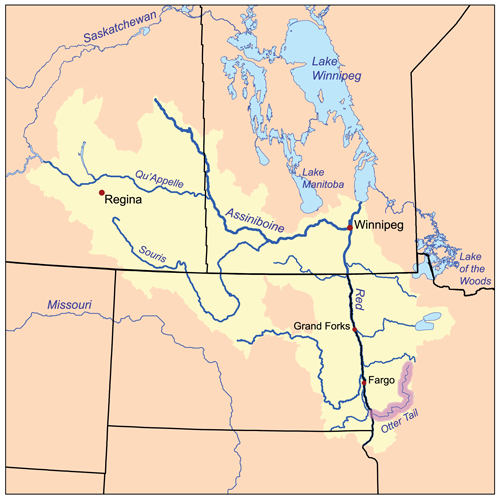
Расположение реки Оттер-Тейл на карте

Бассейн реки охватывает три экорегиона и занимает 5057 км². Юго-западная часть бассейна у истока реки находится в экорегионе долины реки Ред-Ривер (биом хвойных лесов — произрастают сосна, ель, пихта, лиственница), северо-восточная — в экорегионе Северные озёра и леса (биом прерий и лугов — активное сельское хозяйство, вдоль берегов реки произрастают дубы, клёны и ивы), большая часть реки — в экорегионе Северо-центральные лиственные леса (клен, липа, дуб, вяз). Восточные три четверти бассейна содержат тысячи рек и болот. В долине реки расположена 2241 ферма (на 2016 год), около 51 % размером менее 0,7 км², 11 % — более 4 км².
На Оттер-Тейл расположено 30 построек, контролирующих поток воды. Часть из них всё ещё используются для выработки энергии. На реке осталась только одна мельница — Фебс-Милл, которая входит в Национальный реестр исторических мест США. На 2016 год на реке работает пять плотин около Фергус-Фолса: Даутон-Холлоу (работает с 1909 года), Хут-Лейк (работает с 1914 года), Писах (работает с 1918 года), Таплин-Горж (работает с 1925 года) и Райт (работает с 1922 года). Они производят около 3,5 МВт.